# Interdikt (Kirchenrecht)

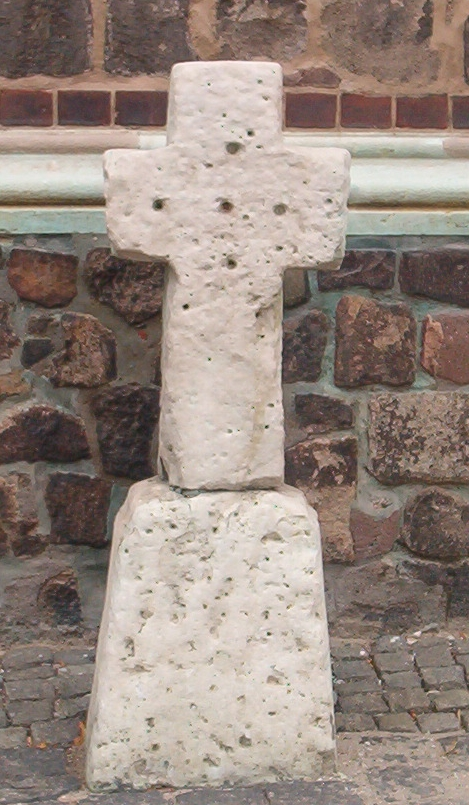
Mittelalterliches Sühnekreuz vor der Marienkirche in Berlin. Dieses Sühnekreuz war ein Bestandteil der Absolution im Fall des Interdiktes über die Doppelstadt Berlin-Cölln wegen der Ermordung des Propstes Nikolaus von Bernau.

Ein Interdikt (lat.: „Untersagung“) ist das Verbot von gottesdienstlichen Handlungen, das als Kirchenstrafe für ein Vergehen gegen das Kirchenrecht verhängt wird.
Das Interdikt war in der Form des Lokalinterdikts, das ganze Ortschaften oder Gebiete betraf, hauptsächlich im Mittelalter eine scharfe Waffe der katholischen Kirche gegen die Nichtbeachtung kirchlicher Regeln und im Kampf gegen Gegner. Diese Strafe fand bis in die Neuzeit hinein Anwendung. In der Form des Personalinterdikts, das nur individuelle Gläubige, nicht aber kirchliche Gebietskörperschaften und Einrichtungen oder gar ganze Landschaften treffen kann, ist das Interdikt noch heute Bestandteil der Strafbestimmungen des Codex Iuris Canonici.
Das Interdikt bedeutet für die Betroffenen das Versagen der für das Seelenheil des gläubigen Menschen notwendigen Sakramente und das Verbot der gültigen Ausübung kirchlicher Ämter. Systematisch gehört das Interdikt zu den Beugestrafen, die durch Druckausübung eine Besserung (Verhaltensänderung) der Betroffenen herbeiführen sollen.

## Entstehung
Der Ausschluss aus der Gemeinschaft gehört zu den ältesten und schwersten Strafen, die die Menschheit überhaupt kennt. In der Antike war diese Art der Bestrafung bei vielen Völkern in verschiedenen Formen weit verbreitet. Verschiedentlich wird sogar die Vertreibung aus dem Paradies als erstes Interdikt betrachtet. In der frühchristlichen Kirche waren Exkommunikation und Anathema Instrumente der bischöflichen Jurisdiktion und bedeuteten faktisch den Ausschluss aus der Gemeinschaft der Gläubigen. Dieses Strafmittel entwickelte die katholische Kirche in ihrer Geschichte weiter und verankerte es schließlich im kanonischen Recht. Dort wurde zwischen der excommunicatio maior (lat.: „große Exkommunikation“) und der excommunicatio minor („kleine Exkommunikation“) unterschieden. Bei der kleinen Exkommunikation wurden den Betroffenen lediglich Gliedschaftsrechte verweigert, beispielsweise durch Ausschluss von den Sakramenten, Versagen des kirchlichen Begräbnisses oder das Verbot, die Kirche zu betreten. Ab dem 6. Jahrhundert wurden auch ganze Gebiete mit der excommunicatio minor belegt. Dies war aber problematisch, denn eine Gemeinde (universitas) besitzt keine Seele und kann somit auch nicht aus der Gemeinschaft der Christenheit ausgeschlossen werden. Daher wurde das Interdikt im 11. Jahrhundert grundsätzlich von der Exkommunikation getrennt und als eigenes Strafmittel verwendet.

## Das Lokalinterdikt
Das Interdikt war als Sühne- und Besserungsmittel gedacht. Das kanonische Recht unterscheidet dabei mehrere Formen eines Interdikts, im Wesentlichen das Personal- und das Lokalinterdikt. Das Personalinterdikt entspricht der excommunicatio minor. Demgegenüber wurde das Lokalinterdikt zumeist als eine Ausweitung der Exkommunikation verwendet. Durch das Interdikt über ganze Gebiete sollte der Druck auf die Exkommunizierten erhöht werden und diese sollten durch die Leiden und den Druck der betroffenen Bevölkerung dazu gezwungen werden, die Autorität der Kirche anzuerkennen.
Das Lokalinterdikt enthielt die völlige Einstellung aller geistlichen Funktionen innerhalb des betreffenden Gebietes. Dabei kam es insbesondere zur Schließung der Gotteshäuser, zur Einstellung des Gottesdienstes, zum Verstummen der Kirchenglocken und zum Versagen der Sakramente und des kirchlichen Begräbnisses. Die Synode von Limoges im Jahr 1031 schrieb beispielsweise für ein Interdikt vor, dass die Kirchen ein Bild der Trauer zeigen sollten. Dabei musste der Schmuck von den Altären entfernt werden und die Kruzifixe sollten verhüllt bleiben. Die Atmosphäre sollte die des Karfreitages sein.

## Veränderte Praxis im Lauf der Zeit
Im 10. Jahrhundert wurde das Interdikt noch hauptsächlich von Bischöfen und Synoden ausgesprochen. Ab der Mitte des 11. Jahrhunderts gab es aber auch päpstliche Interdikte und später wurde es Praxis, dass das Interdikt von niederen kirchlichen Würdenträgern ausgesprochen wurde.
Im Lauf der Zeit wurde die Interdiktspraxis oft abgeändert. So konnte das Interdikt auch auf Personen ausgedehnt werden, die die Betroffenen unterstützten. Kleriker, die das Interdikt nicht einhielten, verfielen der Irregularität. Anlass zu vielfacher Klage gab die Regelung, das Interdikt willkürlich über Orte zu verhängen, an denen sich Exkommunizierte aufhielten. Es galt die Grundregel: Was nicht erlaubt war, blieb untersagt. Dies konnte bei Zeitgenossen zu einer gewissen Verwirrung führen, da nicht immer sichergestellt war, dass man auf dem neuesten Stand der Gesetzgebung war. Während des päpstlichen Interdikts über Deutschland zur Zeit Ludwigs des Bayern gab es beispielsweise vielfach Priester, die ihren Gottesdienst fortsetzten, aber davon überzeugt waren, damit ganz im Sinne des Papstes zu handeln.

## Ausnahmen
In seiner ganzen Tragweite wurde das Interdikt nie völlig durchgesetzt, da die Kirchenoberen erkannten, dass sich durch die Einstellung der geistlichen Handlungen Gefahren für das Seelenheil von eigentlich unschuldigen Gläubigen ergaben. Diese blieben von den Segnungen der Eucharistie, der Vergebung der Sünden, der spirituellen Verbindung mit Christus und der Erlösung vom Bösen ausgeschlossen. Darum wurden den Betroffenen immer wieder Erleichterungen gewährt, etwa der Gottesdienst hinter verschlossener Tür. Außerdem wurden einzelne Kirchen, Klöster und ganze Ordensgemeinschaften durch päpstliche Privilegien vom Interdikt befreit (Exemtion).
Papst Bonifaz VIII. milderte die Interdiktspraxis am Ende des 13. Jahrhunderts in der Dekretale „Alma mater“ im Wesentlichen ab, um eine verbindliche Vereinheitlichung zu schaffen. Es wurde nun ein täglicher Gottesdienst hinter verschlossener Tür unter Ausschluss der Exkommunizierten zugelassen. Ferner sollte an den vier Hauptfeiertagen des Christentums der Gottesdienst in ganzer Pracht abgehalten werden. Außerdem wurde die Verhängung des Interdikts wegen Geldforderungen verboten. Die Wirkungen des Interdikts wurde jeweils in einem Verhängungsdekret aufgezählt.

## Wirksamkeit
Vom Interdikt wurden alle Personen erfasst, die innerhalb des betroffenen Gebietes Wohnsitz oder Aufenthalt hatten. Es betraf gleichermaßen Kleriker, Ordensleute wie auch Laien. Die interdizierte Bevölkerung durfte an gottesdienstlichen Handlungen außerhalb der interdizierten Gebiete teilnehmen. Davon waren aber die Verschulder des Interdikts ausgenommen. Das Interdikt wurde durch Spruch verhängt oder wurde als selbsttätige Strafe wirksam.
Mit der Publikation des Verhängungsdekretes, beispielsweise an der Tür der bedeutendsten Kirche des Ortes, wurde das Interdikt wirksam.

## Dauer
Die Länge des Interdikts richtete sich nach dem Verhalten der Betroffenen oder nach dem guten Willen des Anklägers bzw. desjenigen, der das Interdikt lösen konnte. Ein Interdikt konnte sich über Jahrzehnte erstrecken. Aus Sizilien ist ein Interdiktsfall bekannt, der ganze 60 Jahre andauerte.

## Absolution
Die Aufhebung des Interdikts war zumeist mit Sühneleistungen verbunden. Dies waren in den meisten Fällen Sühnezahlungen, das Spenden von Altären oder von Sühnekreuzen.

## Historische Entwicklung
Das Interdikt wurde ab dem 14. Jahrhundert häufiger angewendet. Dadurch verlor es jedoch auch an Wirkung. Es wurde zunehmend im Kampf gegen die weltlichen Herrscher angewendet. Diese wehrten sich oftmals mit dem Interdiktsbruch, indem Druck auf die Geistlichkeit ausgeübt wurde. Die lange Dauer von Interdikten (Päpstliches Interdikt über die Mark Brandenburg 1327–1358) führte auch oft zu einer gewissen Abstumpfung in der Bevölkerung. Zusätzlich wurde das Interdikt zunehmend von der niederen Geistlichkeit zu profanen Zwecken benutzt. So war es beispielsweise gängige Praxis, Schuldtitel an Geistliche zu verkaufen, da diese ihren Forderungen mit dem Interdikt mehr Nachdruck verleihen konnten.
Nach der Reformation wurde das Interdikt über Gebiete ab dem 17. Jahrhundert nur noch äußerst selten verhängt. In der Evangelischen Kirche existiert das Interdikt als Strafe nicht.
Das Interdikt wurde 1917 in die Strafbestimmungen des Codex Iuris Canonici der katholischen Kirche übernommen (cann. 2268–2277). Hier bewahrte es aber lediglich eine abgeschwächte Gestalt in Bezug auf die Beteiligung am Gottesdienst und auf den Vollzug der Sakramente. Der aktuelle Codex aus dem Jahr 1983 kennt nur noch das Personalinterdikt (can. 1332 CIC). Es hat bezüglich des Sakramentenempfangs und der Mitwirkung an Gottesdiensten die gleichen Folgen wie eine Exkommunikation, führt aber nicht wie diese zum Verlust kirchlicher Ämter.

## Gegenwart
Das Interdikt wird laut dem Codex Iuris Canonici von 1983 wirksam, wenn
- ein Gläubiger tätlich gegenüber einem Bischof wird (can. 1370 § 2 CIC),
- jemand, der nicht die Priesterweihe empfangen hat, die Eucharistie zu feiern versucht (can. 1378 § 2 °1),

sowie bei
- Falschbezichtigung eines Beichtvaters der Verführung bei der Beichte durch eine Beichtende,
- versuchter Eheschließung mit einem Ordensangehörigen, der Nicht-Kleriker mit ewigen Gelübden ist (can. 1394 § 2 CIC),
- Unterstützung einer kirchenfeindlichen Vereinigung (can. 1374 CIC),
- Spende eines Sakraments aufgrund von Simonie (can. 1380 CIC)

und als 
- Beugestrafe in weiteren, nicht näher bestimmten Fällen.

In Zeiten, in denen der Glaube im Leben eine beherrschende Rolle gespielt hat, war das Interdikt eine starke Waffe der Kirche gegenüber weltlichen Herrschern. Heutzutage ist das Interdikt als Strafe nur noch von geringer Bedeutung; lediglich das Interdictum personale spielt gegenüber Priestern noch eine gewisse Rolle.